# National Zoological Park Delhi
Koordinaten: 28° 36′ 16″ N, 77° 14′ 46″ O
Der National Zoological Park Delhi, offiziell als National Zoological Park, zuweilen auch als Delhi Zoo bezeichnet, ist ein Zoo in Delhi in Indien.

## Geschichte
In Delhi gab es zum Ende des britischen Kolonialreichs in Indien noch keinen Zoo. Der „Indische Vorstand der Tierwelt“ (Indian Board of Wildlife, später umbenannt in National Board for Wildlife) befürwortete 1951 die Errichtung von Zoos in größeren Städten des Landes. Ziel war es, kostengünstige Erholungsgebiete bereitzustellen, den Tourismus zu fördern und das Interesse für die Tierwelt zu wecken. Indira Gandhi unterstützte derartige Pläne. 1953 genehmigte der Ausschuss einen Standort zwischen der Festung Purana Qila und dem Humayun-Mausoleum. Das Gelände sollte zunächst von der Zentralregierung entwickelt werden und später an die Delhi-Regierung übergehen. Da für die Umsetzung der Pläne keine lokalen Spezialisten zur Verfügung standen, wurde beschlossen, Carl-Heinrich Hagenbeck, einen Enkel des ehemaligen Hamburger Zoodirektors Carl Hagenbeck, mit der Erstellung der Anlagen zu betrauen. Er stellte im März 1956 einen vorläufigen Bericht und einen allgemeinen Lageplan mit Wasserstraßen, Fahrstraßen und Wegen, Tierhäusern und einem Abwassersystem vor. Der Plan wurde angesichts der örtlichen Bedingungen und der Topographie leicht geändert und danach von der Regierung am 31. Dezember 1956 genehmigt.
Der Zoo wurde am 1. November 1959 eröffnet. Zunächst wurde er als Delhi Zoo bezeichnet. Im Jahr 1982 erhielt er den Status des nationalen zoologischen Parks mit der Idee, der Modellzoo des Landes zu sein.

## Anlagenkonzept
Der National Zoological Park Delhi ist parkartig angelegt. Mehrere Teiche, Wasserstellen und Springbrunnen sind in die Landschaft eingefügt. Etwa 200 Pflanzenarten verteilen sich zwischen den Anlagen für die Tiere. Zu den auffälligsten Arten zählen der Indische Goldregen (Cassia fistula), die zu den Mimosengewächsen (Mimosoideae) zählende Senegalia modesta sowie die zu den Ebenholzgewächsen (Ebenaceae) zählende Diospyros montana. Die Pflanzen sind auf Hinweisschildern beschrieben. In den nach geographischen Gesichtspunkten aufgeteilten Sektionen werden Säugetiere, Reptilien und Vögel in einer Umgebung gezeigt, die in vielerlei Hinsicht ihren natürlichen Lebensräumen ähnelt. Wegen der Größe des Zoos werden offene, Batterie-betriebene Geländewagen gegen eine Gebühr zur Verfügung gestellt, sodass die Tiere und Pflanzen umfassend besichtigt werden können. Ein Informationszentrum mit einer Bibliothek steht den Besuchern für weitere Auskünfte zur Verfügung.

## Arterhaltungs- und Zuchtprogramme
Ein wesentliches Augenmerk des National Zoological Park Delhi richtet sich auf die Arterhaltung bedrohter Tierarten. Deshalb beteiligt er sich an verschiedenen Arterhaltungs- und Zuchtprogrammen. So werden der Bengaltiger (Panthera tigris tigris), der Asiatische Löwe (Panthera leo persica), das Panzernashorn (Rhinoceros unicornis), der Tiefland-Barasingha (Rucervus duvaucelii), der Manipur-Leierhirsch (Panolia eldii) sowie das Bankivahuhn (Gallus gallus) regelmäßig gezüchtet. Wenn möglich, werden Exemplare ausgewildert. Die Zucht der in der Natur gefährdeten Manipur-Leierhirsche erwies sich als besonders erfolgreich, sodass Tiere an mehrere andere Zoos abgegeben werden konnten.

## Tierbestand
Im National Zoological Park Delhi werden durchschnittlich 2000 Tiere gehalten. Je nach Geburtenraten, Todesfällen oder Tausch mit anderen Zoos schwankt diese Zahl ebenso wie die Anzahl der gezeigten Arten von Jahr zu Jahr. Nachfolgende Bilder zeigen einige ausgewählte Säugetierarten aus dem Bestand des Zoos der Jahre 2010 bis 2019.

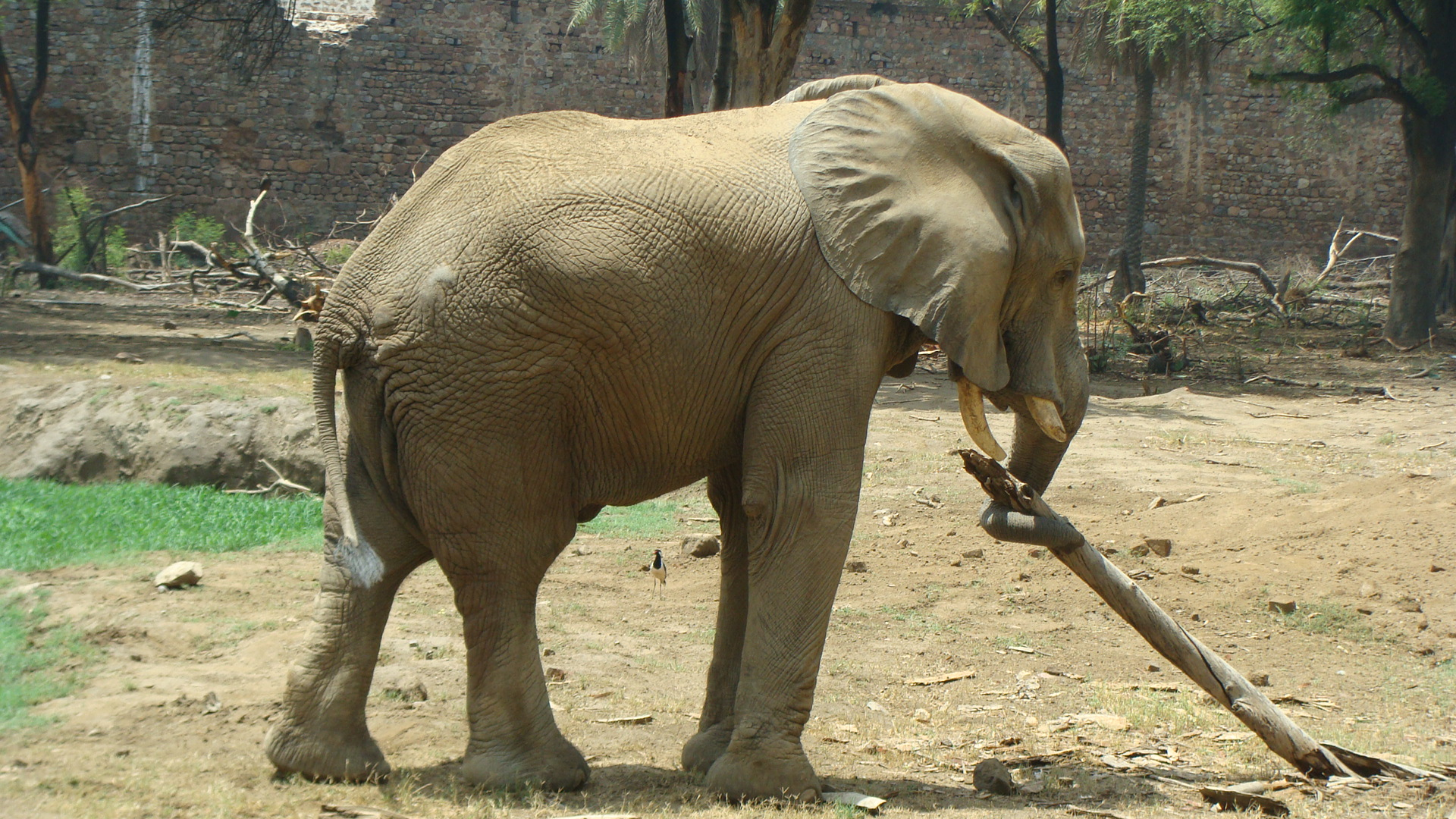
Afrikanischer Elefant (Loxodonta africana)
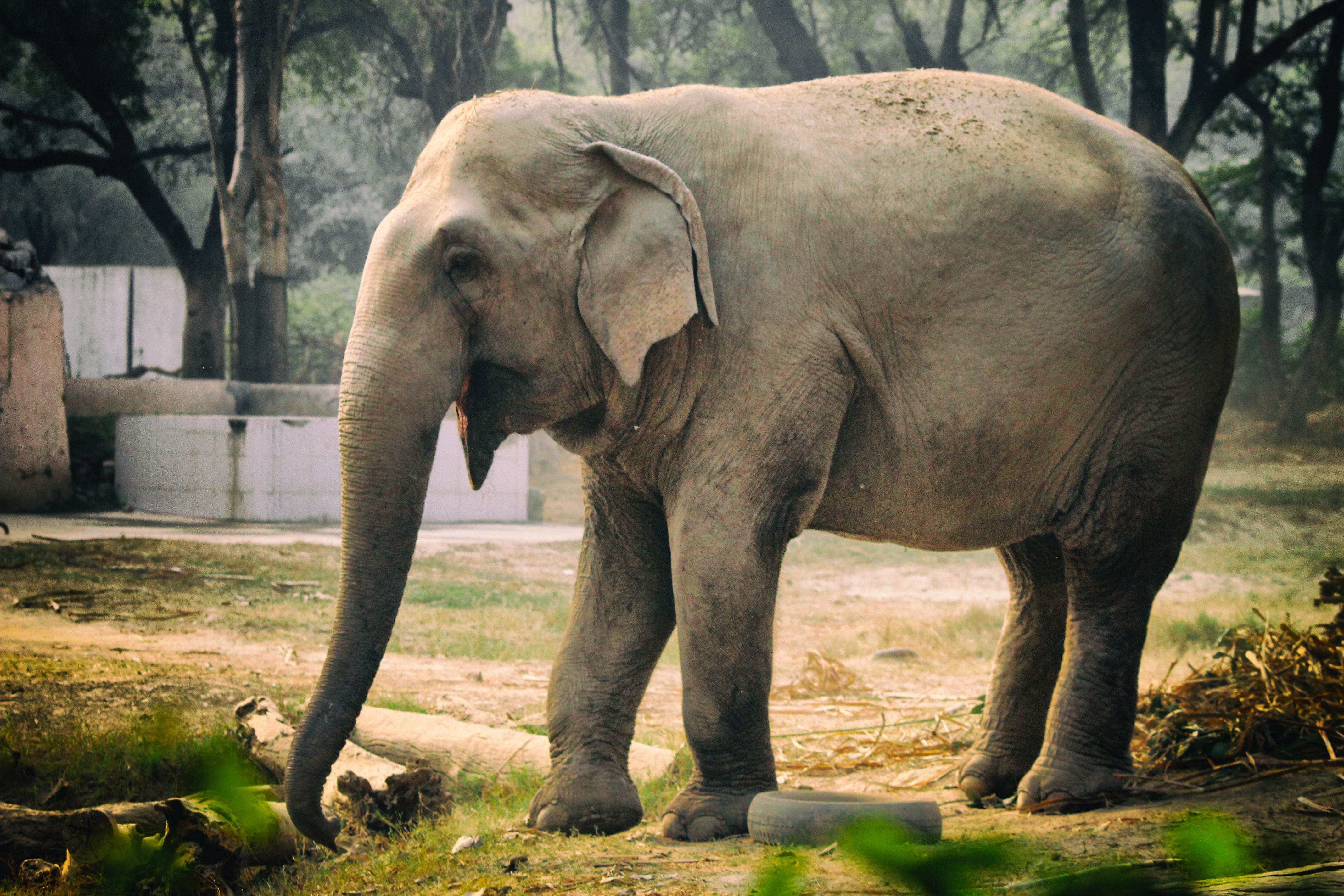
Asiatischer Elefant (Elephas maximus)
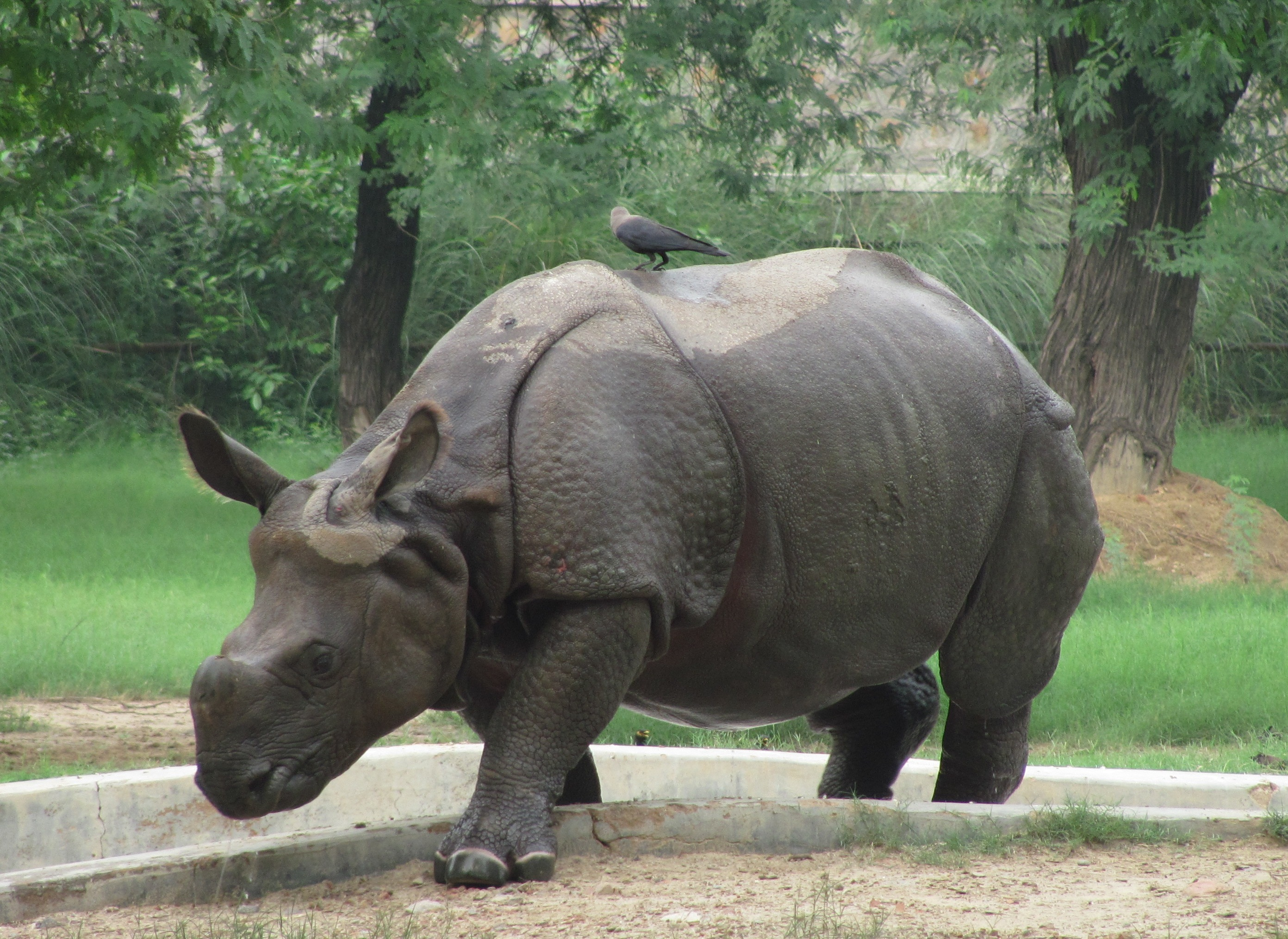
Panzernashorn (Rhinoceros unicornis)
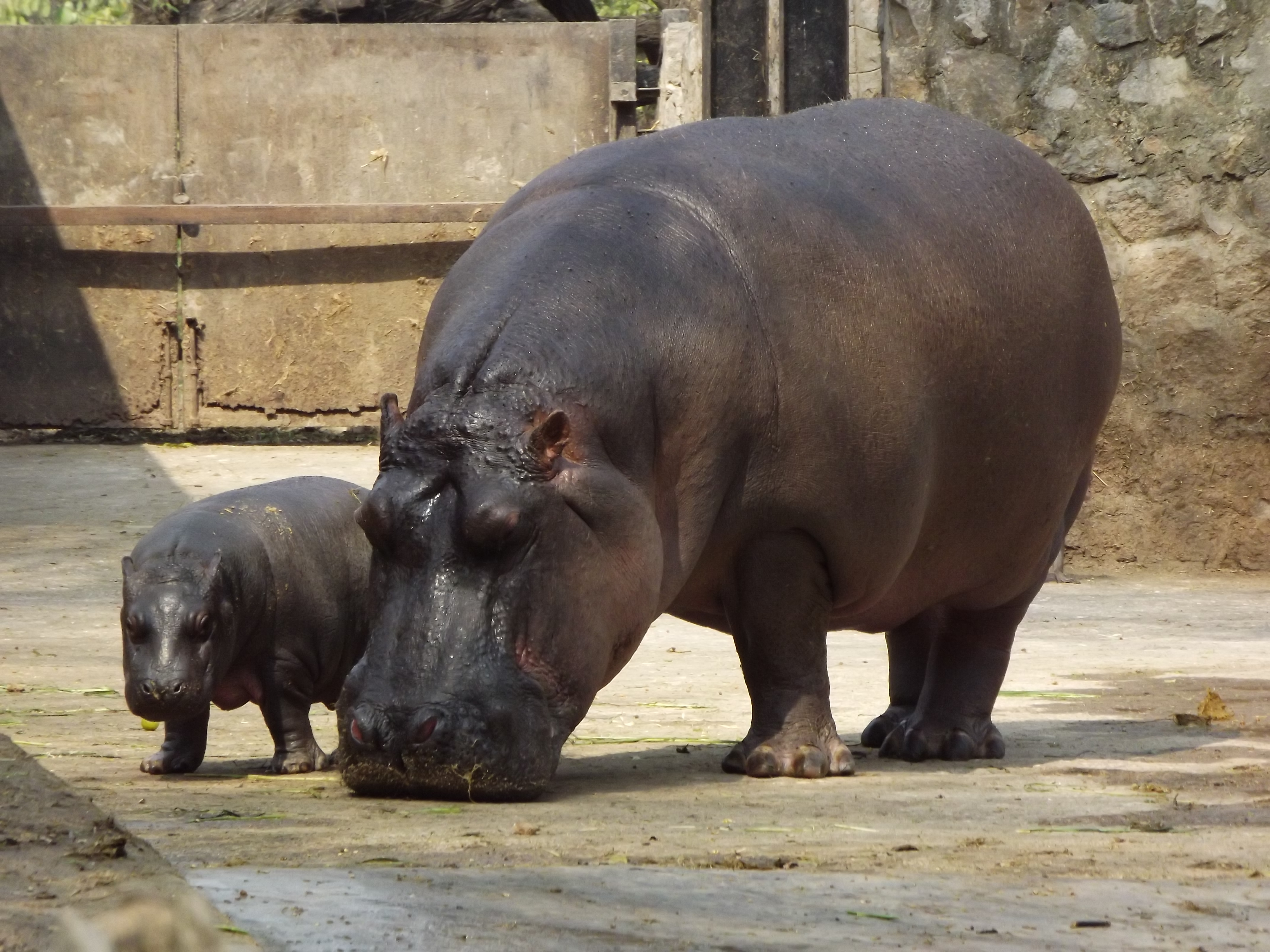
Flusspferd (Hippopotamus amphibius) mit Jungtier

## Tödlicher Unfall mit weißem Tiger

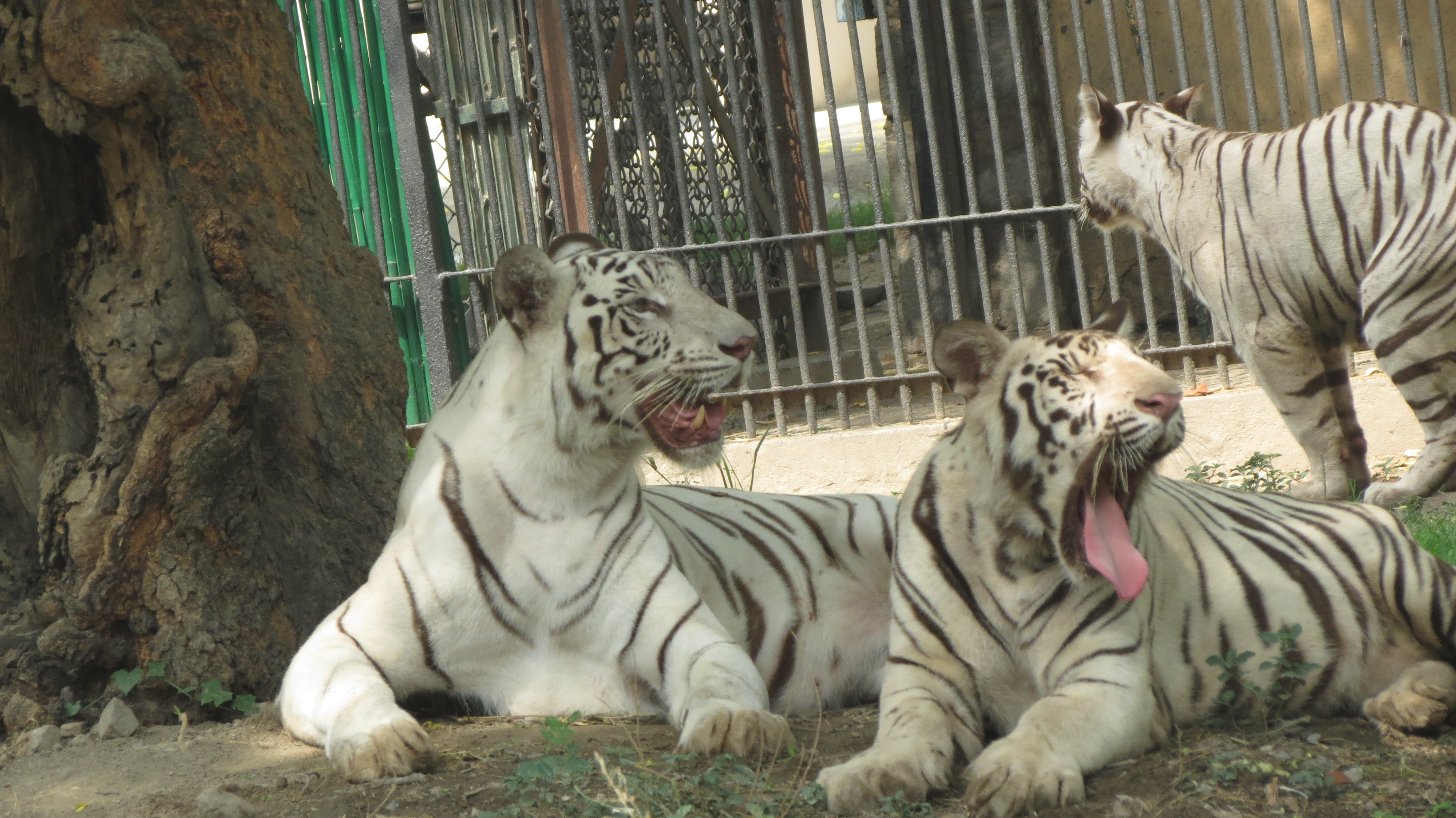
Weiße Königstiger 2016

Am 23. September 2014 in der Mittagszeit wurde ein indischer Besucher von einem weißen Königstiger angegriffen und getötet. Es war im Nachhinein nicht mehr festzustellen, ob der Mann absichtlich in das Gehege gesprungen oder versehentlich hineingefallen war. Kinder bewarfen den Tiger mit kleinen Stöcken und Steinen, konnten das Tier dadurch jedoch nicht ablenken. Herbeieilendes unbewaffnetes Zoopersonal setzte Notrufe ab. Als die alarmierte Polizei relativ schnell erschien, konnte der Mann trotzdem nicht mehr gerettet werden. Er starb ungefähr zehn Minuten nach dem Fall in das Gehege. Wie der Direktor des Zoos später mitteilte, wurden Betäubungsgewehre lediglich im Zoo-Krankenhaus aufbewahrt. Da dieses jedoch etwa 350 Meter vom Käfig des Tigers entfernt ist, konnten sie nicht rechtzeitig herbeigeschafft werden. Dem Zoopersonal gelang es erst zwei Stunden nach dem Vorfall, den Tiger zu betäuben und in einen Käfig zu überführen.
Als erste Maßnahme nach dem Vorfall wurden in der Nähe der Tiger-Anlage Standorte für Betäubungsgewehre angelegt. 2018 wurde beschlossen, in den Ecken aller Tiger- und Bärengehege sogenannte human cages (Menschenkäfige) zu installieren, in die sich Menschen retten können, die in die Gehege gefallen sind. Die Käfige sind robust gebaut und können von innen verriegelt werden.